# Брейфорд, Джон
Джон Роберт Брейфорд (англ. John Robert Brayford; род. 29 декабря 1987, Сток-он-Трент) — английский футболист, защитник и капитан клуба «Бертон Альбион».

## Карьера

### Ранние годы
Выступал за молодёжную команду «Манчестер Сити». Позже присоединился к команде «Бертон Альбион», став первым выпускником обновленной молодежной академии клуба. 1 сентября 2008 года подписал контракт с клубом Первой Лиги «Кру Александра». Дебютировал за клуб 11 октября 2008 года в матче против «Сканторп Юнайтед» (3:0). Несмотря на то, что в том сезоне клуб вылетел во Вторую Лигу, Брейфорд стал лучшим игроком сезона по мнению болельщиков и привлёк внимание нескольких больших клубов.
Летом 2009 года «Кру» подтвердил, что бывший тренер «Бертона» Найджел Клаф был заинтересован в том, чтобы взять игрока в «Дерби Каунти», и что они были готовы продать его. Однако сделка не состоялась и он остался в «Кру» на весь сезон 2009/10, пропустил всего одну игру и стал капитаном команды.
Благодаря хорошей форме «Дерби» вновь заинтересовался Брейфордом. Позже появились сообщения о том, что «Кру» согласился продать игрока за 400 тыс. фунтов, однако спустя время спортивный директор «Кру» Дарио Гради опроверг эту информацию, при этом клуб подтвердил, что предложение, выросшее до 1,3 млн фунтов стерлингов, было принято.

### «Дерби Каунти»
19 мая 2010 года официально перешёл в «Дерби Каунти», подписав контракт на 3 года. После продажи Пола Коннолли в «Лидс Юнайтед» оказался единственным правым защитником в клубе и сразу попал в основной состава. В сезоне 2010/11 сохранил место в основе и сыграл во всех матчах клуба в сезоне. Из-за постоянных травмы других защитников «Дерби» использовался в качестве центрального и левого защитника на протяжении всего сезона. Благодаря своей способности сочетать атакующую роль со своими оборонительными навыками, он забил один раз (в домашней победе над «Уотфордом» 4:1) и отдал три ассиста.
В августе 2011 года подписал новый контракт до лета 2014 года. Он появился в первых десяти играх «Дерби» в сезоне, однако травма на тренировке перед матчем с лидерами лиги «Саутгемптоном» закончила серию из 59 матчей в основном составе подряд.. В его отсутствие «Дерби» набрал всего пять очков в шести играх и выбыл из плей-офф. Вернулся после поражение от «Халл Сити» (2:0) 19 ноября 2011 года, однако уже в следующей игре он получил травму бедра и выбыл на три недели. Вернувшись в строй, у него случился рецидив травмы бедра и он выбыл еще на шесть недель. Вернулся в основной состав в апреле 2012 года, но не смог вернуть себе постоянное место в стартовом составе.

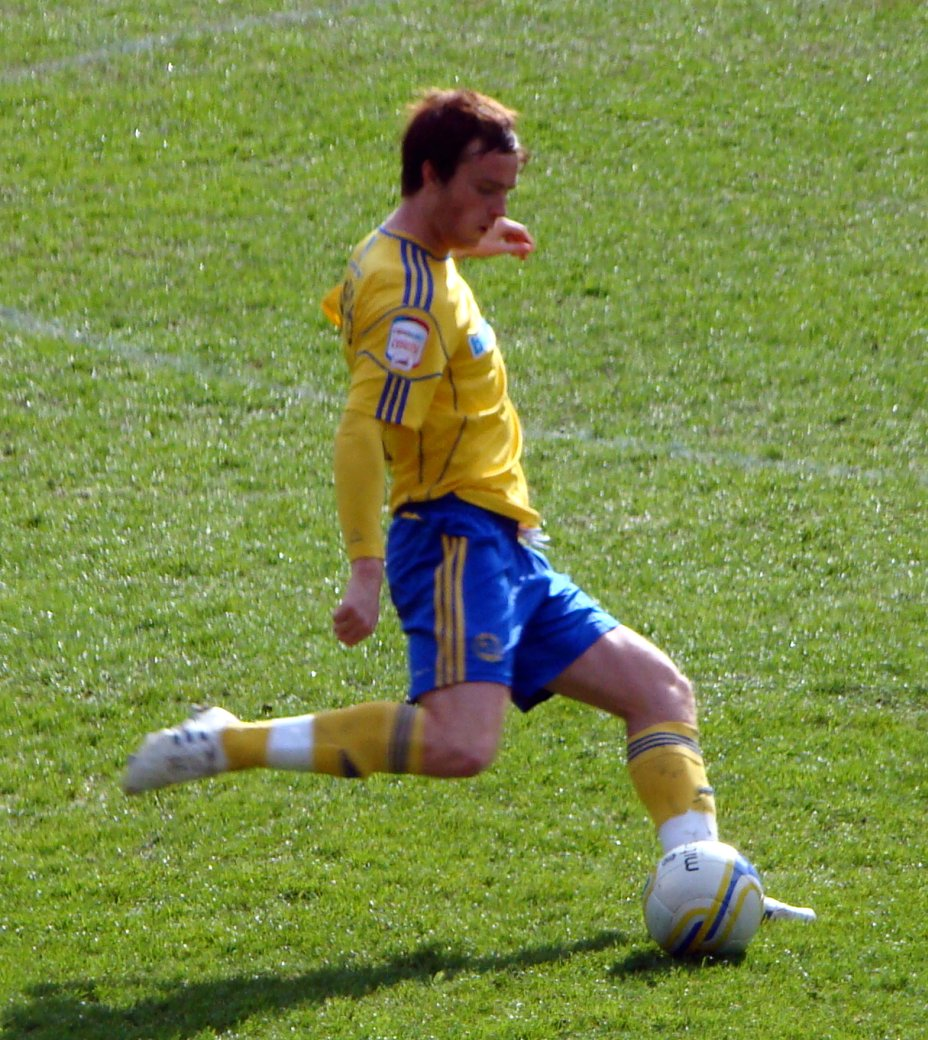
Брейфорд в составе «Дерби Каунти» 2012 год.

Начал сезон 2012/13 в качестве основного правого защитника и забил свой первый гол после возвращение в домашней игре против «Блэкпула» (4:1). В ноябре была информация о переходе Брейфорда в клуб Премьер-лиги «Вест Хэм Юнайтед» на фоне слухов о том, что «Дерби» нуждаются в средствах летом, позже Найджел Клаф опроверг эти слухи. Во время зимнего трансферного окна были новости о переходе Брейфорда в клуб-лидер чемпионата «Кардифф Сити», но после того, как трансферное окно закрылось, он опроверг слухи и заявил о своем намерении остаться в «Дерби». Окончательно потерял место в стартовом составе в начале марта, когда он получил разрыв подколенного сухожилия. Вернулся на последние пять игр сезона, но, поскольку до окончания контракта оставался всего год, Найджел Клаф ожидал, что Брейфорд перейдет в клуб Премьер-лиги летом 2013 года. Первое предложение по переходу проявилось в конце июня 2013 года, когда предложение на 1 миллион фунтов от «Уиган Атлетик» было отклонено. Месяц спустя было принято предложение новичков Премьер-лиги «Кардифф Сити» на 1,5 миллиона фунтов.

### «Кардифф Сити»
26 июля 2013 года подписал четырехлетний контракт с «Кардифф Сити», став их вторым подписание лета. Однако не смог пробиться в основную команду «Кардиффа», сыграв только два матча Кубка лиги в первой половине сезона 2013/14.

#### Аренда в «Шеффилд Юнайтед»
24 января 2014 года перешел в «Шеффилд Юнайтед» на правах аренды до конца сезона и воссоединился с Найджелом Клафом в третий раз в своей карьере. 26 января дебютировал в розыгрыше Кубка Англии с «Фулхэмом» (1:1). «Шеффилд Юнайтед» надеялся подписать Брейфорда в летнее трансферное окно, однако главный тренер «Кардифф Сити» Оле Гуннар Сульшер настаивал на том, что он хочет дать Брейфорду шанс в первой команде после его успешной аренды.

#### Возвращение в «Кардифф»
После вылета «Кардиффа» в Чемпионшип, стал основным защитником команды и сыграл 28 матчей во всех турнирах в течение первой половины сезона 2014/15. 23 января 2015 года было подтверждено, что «Кардифф Сити» отклонил предложение «Шеффилд Юнайтед» на приобретение Брейфорда.

### «Шеффилд Юнайтед»
24 января 2015 года подписал контракт с «Шеффилд Юнайтед» на 3,5 года. Позже Брейфорд рассказал, что ему пришлось сократить зарплату, чтобы вернуться в «Шеффилд Юнайтед».

#### Аренда в «Бертон Альбион»
19 августа 2016 года перешёл в «Бертон Альбион» на правах аренды. В сезоне 2016/17 провёл 33 игры, в которых отдал 4 голевые передачи, в некоторых матчах выходил на поле с капитанской повязкой.

### Возвращение в «Бертон»
31 августа 2017 вернулся в «Бертон», подписав контракт на 2 года. В сезоне 2017/18 стал вице-капитаном команды. Подписал новый контракт в июне 2019 года. В сезоне 2020/21 получил капитанскую повязку на постоянной основе. 